# فنادق رامادا
 فنادق رامادا، وهي سلسلة فنادق كبيرة متعددة الجنسيات مقرها الولايات المتحدة الأمريكية، وهي مملوكة لشركة فنادق ومنتجعات ويندهام. منذ 31 ديسمبر 2018، يعمل 811 فندقًا وبغُرف تصل إلى 114,614 في 63 دولة تحت العلامة التجارية رامادا.

## الأسم
اسم رامادا مُشتق من المصطلح الاسباني راما (بمعنى «غُصن»). وهياكل مؤقتة في الهواء الطلق تُسمى "ramadas" (بمعنى «الشرفة» أو «تعريشة»)، المصنوعة من الأغصان (على غرار تعريشة) التي كانت شائعة في ولاية أريزونا خلال وقت الحصاد. تشير مواقع الويب الخاصة بالشركات عادةً إلى الهيكل على أنه «مكان مظلل للراحة».

## التاريخ
أسس ماريون إيسبل (1905-1988) سلسلة الفنادق رمادا عام 1953 مع مجموعة من المستثمرين بما في ذلك مايكل روبنسون ودل ويب وإنز بيل هيلسينج. في أوائل عام 1952، تلقى ماريون إيسبل مكالمة هاتفية من صهره بيل هيلسينج. أبلغه بيل بصفقة فندق في فلاغستاف، أريزونا وأنه سيستثمر فيها ويريد معرفة ما إذا كان ماريون مهتمة بالانضمام إليه. نتج عن هذا الاستثمار الأول عودة سريعة لرأس المال. افتتح رامادا أول فندق له، وهو منشأة من 60 غرفة، على طريق الولايات المتحدة 66 في فلاغستاف، عام 1954، وأقامت مقرها الرئيسي في فينيكس، حيث قامت السلسلة ببناء آخر فندق وسط المدينة عام 1956 ونُزل رامادا المكون من 300 غرفة عام 1958، والذي أصبح الملكية والمقر الرئيسي للسلسلة.
في وقت من الأوقات، كانت السلسلة مملوكة لشركة رامادا إنز، وهي شركة قابضة أنشأها إيسبيل للإشراف على أقسام رمادا المختلفة بما في ذلك عمليات الفنادق والامتيازت والعقارات وشراء المعدات. تحت قيادة إيسبل، نمت رمادا لتصبح واحدة من أكبر سلاسل الإقامة في البلاد خلال الستينيات والسبعينيات من القرن الماضي حيث تم تشغيل 100 فندق رامادا بحلول عام 1964، والتي نمت إلى 250 في عام 1970 وما يقرب من 650 فندق بحلول عام 1976. بحلول أواخر السبعينيات، احتلت رمادا المرتبة الثانية - أكبر سلسلة فنادق في الولايات المتحدة بعد شركة «هوليداي إن» الرائدة في الصناعة. خلال السبعينيات أيضًا، توسعت رمادا إلى فنادق عالمية من خلال افتتاح فروع جديدة في دول أوروبية مختلفة وفي قارات أخرى.

## طبقات الفنادق

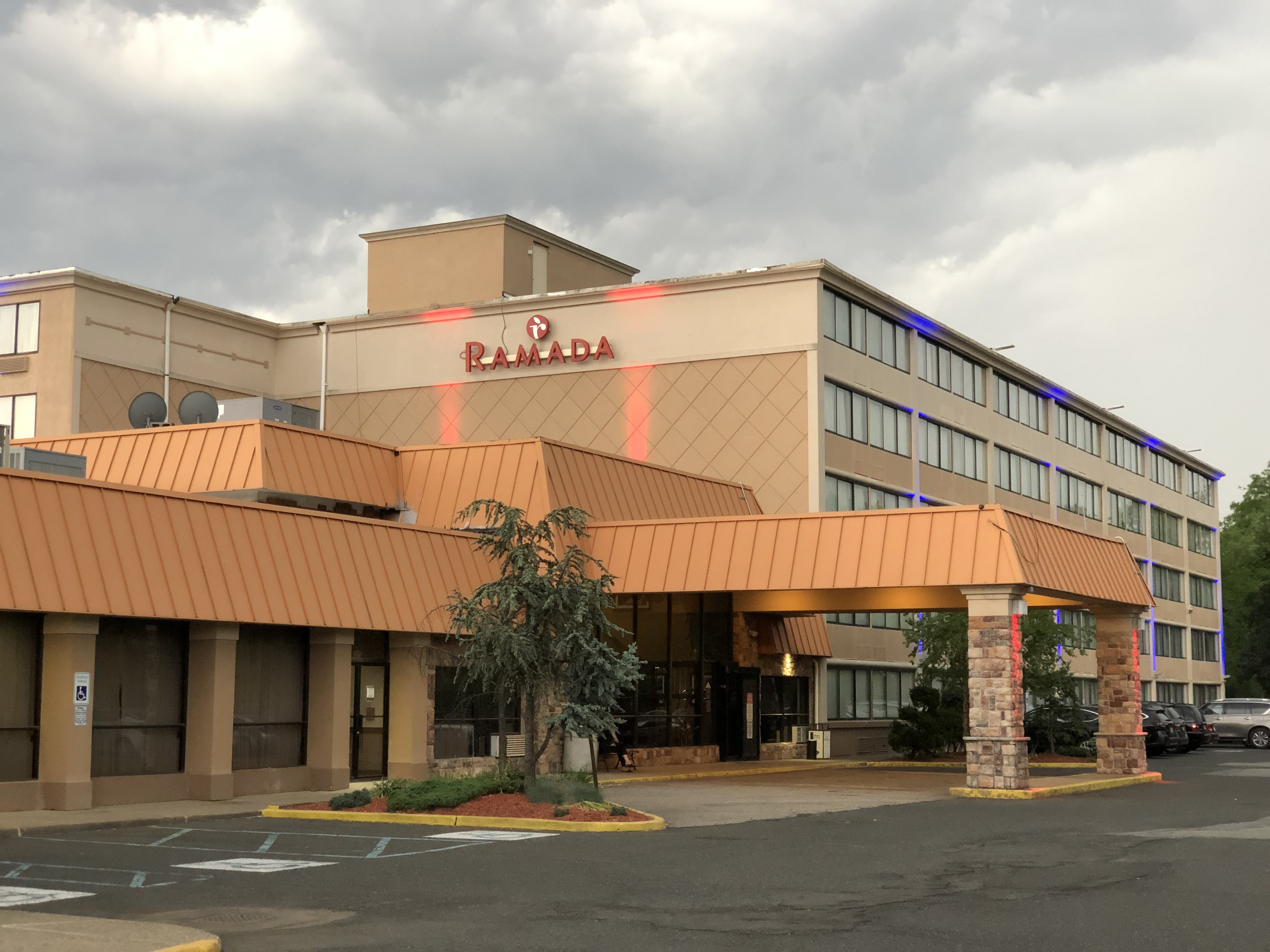
فندق رامادا في روشيل بارك ، نيو جيرسي

تقدم السلسلة «مستويات» فندقية مختلفة بناءً على الأسعار والخدمات المقدمة.
- رامادا المحدود - خصائص اقتصادية، لا يوجد بها مطعم في الموقع، على الرغم من وجود حمام سباحة ووجبة إفطار كونتيننتال فاخرة. وتتكون من غرف مختلطة مع أجنحة، أو أجنحة بالكامل.
- فندق رامادا نُزل/ نُزل وأجنحة / أجنحة- خصائص كاملة الخدمات مع أحواض سباحة وغرف تمارين وخدمة الغرف وعناصر إفطار مجانية. إذا لم يكن هناك مطعم في الموقع، فعادة ما يكون هناك متجر صغير في المبنى. تحتوي بعض الفنادق على غرف وأجنحة مختلطة، وبعضها عبارة عن أجنحة بالكامل.
- فندق رمادا / فندق وأجنحة / فندق ومنتجع - توجد فقط خارج الولايات المتحدة، وهي فنادق كاملة الخدمات مع خدمة غرف ومطعم كامل الخدمات ومراكز لياقة بدنية مطورة بالكامل. تقدم العديد من الفنادق العالمية أيضًا أجنحة بالإضافة إلى الغرف، وبعضها يضم منتجعًا وفندقًا معًا.
- رامادا بلازا - عقارات منخفضة «راقية» تقدم مراكز أعمال ومطاعم كاملة وخدمة غرف محسّنة وبواب في العديد من المواقع.
- منتجعات رامادا - موجودة في مواقع خارج الولايات المتحدة الأمريكية؛ تقع في الوجهات السياحية والمواقع ذات الازدحام الشديد.

## تحت ملكية سيندانت / ويندهام
تحت ملكية سيندانت (والآن ويندهام)، رمادا لم تعد تمتلك أو تدير أي من فنادق رامادا بشكل مباشر أو غير مباشر خارج الولايات المتحدة وكندا، تعود ملكية فنادق رمادا وتشغيلها أو منحها امتيازًا من قبل رمادا إنترناشيونال، التي كانت مملوكة لمشغل الفنادق ماريوت إنترناشونال. ومع ذلك، في عام 2004، تم شراء رمادا إنترناشيونال من قبل سيندانت، مما أعطى سيندانت الحقوق العالمية لاسم رامادا. رامادا إنترناشونال تبقى منفصلة عن عمليات رامادا في الولايات المتحدة وكندا. في عام 2006، نقل سيندانت عملياته الفندقية، بما في ذلك فندق رامادا، إلى ويندهام على نطاق العالم.

## دولياً

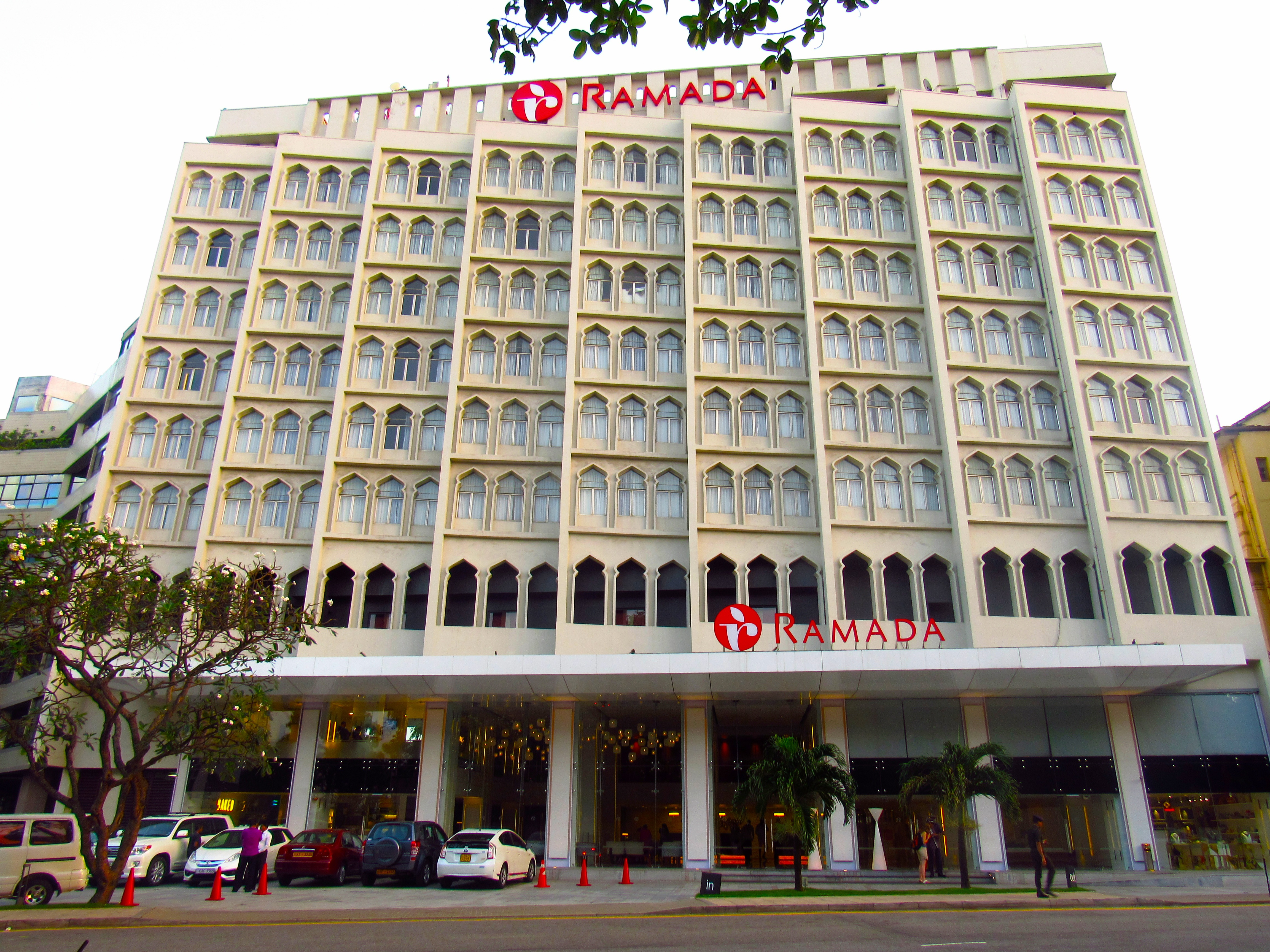
رمادا كولومبو ، يناير 2016.

- في المملكة المتحدة، كانت فنادق جارفيس المحدودة أكبر حاصل على امتياز علامة رامادا التجارية. وعملوا بشكل مؤسسي باسم «فنادق رامادا جارفيس». تم تصفية فندق رامادا جارفيس في سبتمبر 2011، حيث أوقف التجارة في كل فندق كان مرخصًا له سابقًا من رمادا. انتهت عمليات رامادا في المملكة المتحدة. بعد فترة وجيزة، تم تغيير اسم فنادق «الأيام اُلمختارة» إلى فنادق رامادا، مما أعاد العلامة التجارية إلى المملكة المتحدة.
- رامادا يدير ثلاثة عقارات في إندونيسيا. اثنان منها يقعان في بالي، وواحد في سوراكارتا.
- ويدير رمادا انترناشيونال ثلاثة فنادق على الساحل الغربي لسريلانكا تحت اسم «رامادا» من بينها فندق في كولومبو عاصمة سريلانكا. اعتاد فندق رمادا كولومبو أن يكون فندق هوليداي إن كولومبو لكن الإدارة تغيرت.
- تدير رمادا إنترناشونال أيضًا ثلاثة فنادق في باكستان، تحت نفس الاسم «رمادا»، في مدن تشمل كراتشي وإسلام أباد ولاهور وملتان.

## روابط خارجية
- Ramada (U.S.A. & Canada) official website